# Premier League 2024-2025 (Somalia)
La Somali National League 2024-2025, anche nota come Heerka Kowaad ee Soomaali 2024-2025, è stata la quarantanovesima edizione del massimo campionato di calcio della Somalia. La stagione è iniziata il 6 dicembre 2024 e si è conculsa il 31 maggio 2025. Il Dekedda era la squadra campione in carica, avendo vinto il suo sesto titolo nazionale nella stagione 2023-2024.
La competizione è stata vinta dal Mogadiscio City, al suo ottavo titolo nazionale. 

## Stagione

### Novità
Dalla stagione precedente sono stati retrocessi Midnimo e Sahafi, ultime due classificate del campionato. Al loro posto dalla Heerka Koowaad sono stati promossi Gasco e Jazeera, prime due classificate.  

### Formula
Le 12 squadre partecipanti giocano un girone all'italiana con partite di andata e ritorno, per un totale di 22 giornate. Alla fine del campionato, la squadra prima in classifica è campione di Somalia e si qualifica per la CAF Champions League 2025-2026, mentre le ultime due classificate vengono retrocesse in Heerka Koowaad.

## Squadre partecipanti
| Squadra         | Città      | Stagione precedente   |
| --------------- | ---------- | --------------------- |
| Badbaado        | Mogadiscio | 10° in Premier League |
| Dekedda         | Mogadiscio | Campione di Somalia   |
| Elman           | Mogadiscio | 4° in Premier League  |
| Gaadiidka       | Mogadiscio | 5° in Premier League  |
| Gasco           | Mogadiscio | Heerka Koowaad        |
| Heegan          | Mogadiscio | 6° in Premier League  |
| Horseed         | Mogadiscio | 2° in Premier League  |
| Jazeera         | Mogadiscio | Heerka Koowaad        |
| Jeenyo Utd      | Mogadiscio | 7° in Premier League  |
| KIGS            | Mogadiscio | 9° in Premier League  |
| Mogadiscio City | Mogadiscio | 3° in Premier League  |
| Raadsan         | Mogadiscio | 8° in Premier League  |

## Classifica
|                    | Pos. | Squadra         | Pt | G  | V  | N | P  | GF | GS | DR  |
| ------------------ | ---- | --------------- | -- | -- | -- | - | -- | -- | -- | --- |
| Somalia (bandiera) | 1.   | Mogadiscio City | 57 | 22 | 18 | 3 | 1  | 62 | 16 | +46 |
|                    | 2.   | Heegan          | 51 | 22 | 16 | 3 | 3  | 53 | 13 | +40 |
|                    | 3.   | Horseed         | 49 | 22 | 15 | 4 | 3  | 59 | 18 | +41 |
|                    | 4.   | Dekedda         | 43 | 22 | 13 | 4 | 5  | 52 | 26 | +26 |
|                    | 5.   | Elman           | 37 | 22 | 11 | 4 | 7  | 32 | 17 | +15 |
|                    | 6.   | Gaadiidka       | 30 | 22 | 9  | 3 | 10 | 28 | 24 | +4  |
|                    | 7.   | Jeenyo Utd      | 26 | 22 | 8  | 2 | 12 | 33 | 37 | -4  |
|                    | 8.   | Jazeera         | 22 | 22 | 6  | 4 | 12 | 30 | 51 | -21 |
|                    | 9.   | Badbaado        | 21 | 22 | 5  | 6 | 11 | 27 | 49 | -22 |
|                    | 10.  | Raadsan         | 20 | 22 | 5  | 5 | 12 | 33 | 52 | -19 |
|                    | 11.  | Gasco           | 15 | 22 | 4  | 3 | 15 | 30 | 61 | -31 |
|                    | 12.  | KIGS            | 3  | 22 | 0  | 3 | 19 | 19 | 94 | -75 |

Legenda:
      Campione di Somalia e ammessa alla CAF Champions League 2025-2026.
 Retrocessione diretta.